# Pseudosaltator rufiventris
El pepitero colorado (en Bolivia y Argentina) (Pseudosaltator rufiventris), también denominado saltador de vientre negro, es una especie de ave paseriforme de la familia Thraupidae, la única perteneciente al género monotípico Pseudosaltator, anteriormente colocada en Saltator. Es nativo de la región andina del centro oeste de América del Sur. 

## Distribución y hábitat
Se distribuye por los Andes desde el centro de Bolivia (La Paz, Cochabamba y Chuquisaca) hacia el sur, probablemente de forma discontinua, hasta el noroeste de Argentina (Jujuy y Salta).
Esta especie es considerada rara en sus hábitats naturales: el campo abierto, incluyendo campos cultivados, que tengan manchas de matorral, árboles de aliso, o árboles de Polylepis, principalmente entre 2600 y 3500 metro de altitud.

## Estado de conservación
El pepitero colorado había sido calificado como casi amenazado por la Unión Internacional para la Conservación de la Naturaleza (IUCN) hasta 2018, debido a que su población se presumía estar en decadencia como resultado de la pérdida de hábitat, pero actualmente se le considera bajo preocupación menor, con su población estimada entre 10 000 y 20 000 individuos maduros.

## Descripción
Es un ave grande, mide 22 cm de longitud, y llamativa. Las partes superiores, garganta y parte alta del pecho son de un color gris azulado pizarroso, con un tono más apagado en las alas y la cola. La zona inferior del pecho y del vientre son de un color rufo brillante. Posee un pico oscuro, y larga lista superciliar blanca. Las hembras son de unos tonos ligeramente más apagados y menos azulados. El iris es rojo en el macho y ámbar en la hembra.

## Comportamiento
Generalmente es conspicua, anda en pares y a menudo se encarama en terrenos abiertos.

### Alimentación
Parece alimentarse principalmente de frutos de Berberis y Heteromelas y de bayas de muérdago.

### Vocalización
Su llamado es un «kriiu» simple y sonoro; su canto un corto y rápido «cheri-cheri-cheri-cheu».

## Sistemática

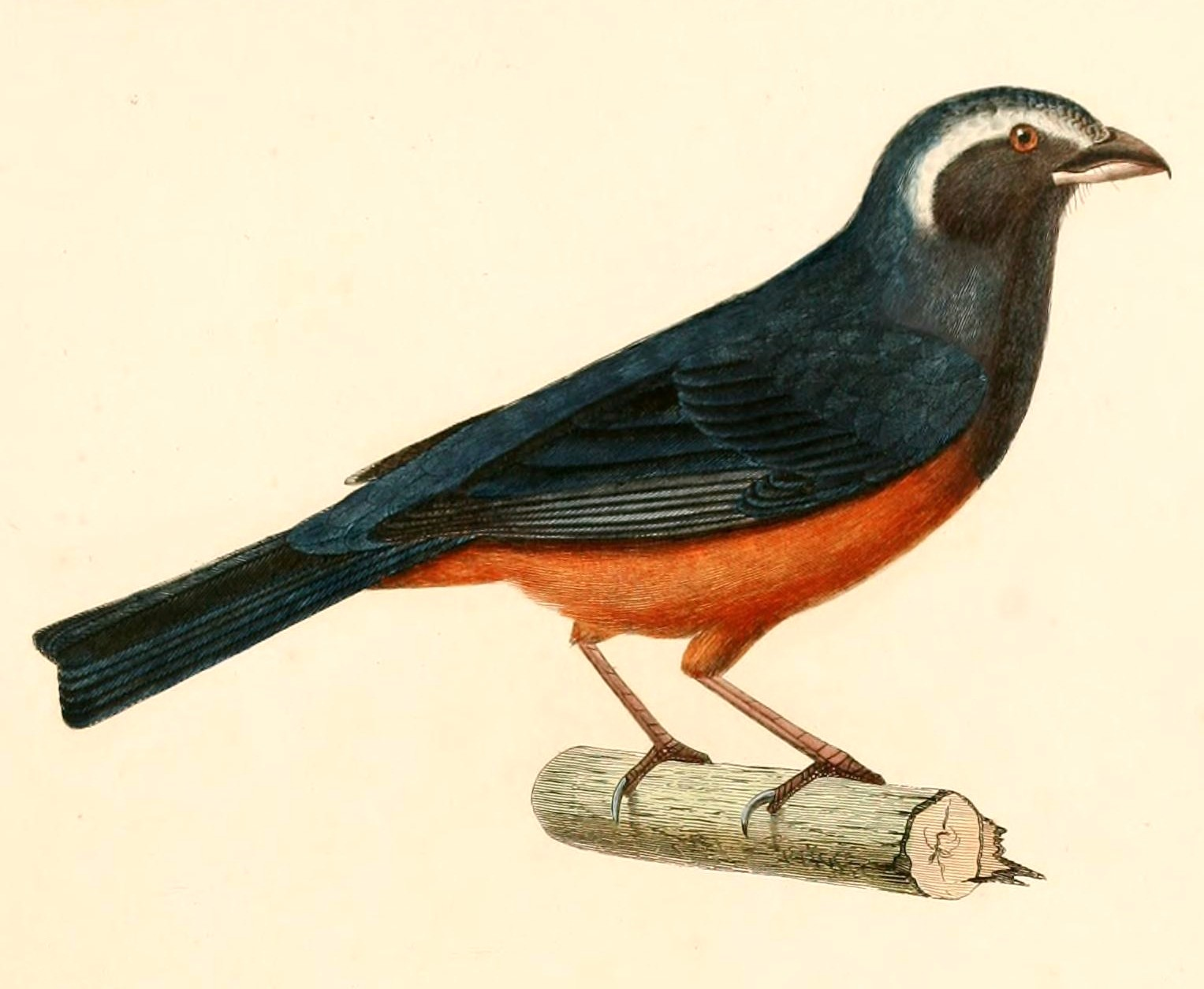
Saltator rufiventris, ilustración en d'Orbigny Voyage dans l'Amérique méridionale, 1847.

### Descripción original
La especie P. rufiventris fue descrita por primera vez por los naturalistas franceses Alcide d'Orbigny y Frédéric de Lafresnaye en 1837 bajo el nombre científico Saltator rufiventris; su localidad tipo es: «Sicasica, Bolivia».

### Etimología
El nombre genérico masculino «Pseudosaltator» se compone de la palabra griega «ψευδος pseudos»: falso y del género Saltator, en alusión a la colocación equivocada de la especie en este género; y el nombre de la especie «rufiventris» se compone de las palabras del latín  «rufus»: rufo, rojizo, y «venter, ventris»: vientre.

### Taxonomía
El género Saltator era tradicionalmente colocado en la familia Cardinalidae, pero las evidencias genéticas sugieren que pertenece a Thraupidae, de acuerdo con Klicka et al (2007). La Propuesta N° 321 al Comité de Clasificación de Sudamérica (SACC), aprobada, retiró al género de Cardinalidae y lo dejó temporalmente en Incertae sedis. Finalmente, la Propuesta N° 704 al SACC, con base en los estudios de Burns et al. 2014 y otros, aprobó la transferencia de Saltator para Thraupidae, lo que fue seguido por las principales clasificaciones.
Ya se había previamente notado que la presente especie era muy diferente en plumaje y morfología a las otras del género Saltator. Los datos genéticos de Klicka et al. 2007 y Chaves et al. 2013 revelaron que, definitivamente no es un Saltator y si un tráupido pariente cercano a Dubusia castaneoventris y a Dubusia taeniata. La Propuesta N° 427 al SACC aprobó la transferencia para Thraupidae y lo dejó provisoriamente como un “Saltator” (entre comillas), ya que no había ningún género disponible, o la alternativa era incluirlo en un género Dubusia ampliado. Los estudios de Burns et al., 2016 propusieron incluirla un nuevo género monotípico Pseudosaltator, lo que fue aprobado por la Propuesta N° 722 al SACC, en lo que fue seguido por las principales clasificaciones.